# NRA 500
De Duck Commander 500 is een race uit de NASCAR Sprint Cup. De wedstrijd wordt gehouden op de Texas Motor Speedway in Fort Worth over een afstand van 501 mijl of 806 km. De eerste race werd gehouden in 1997 die gewonnen werd door Jeff Burton.

## Namen van de race
- Interstate Batteries 500 (1997)
- Texas 500 (1998)
- Primestar 500 (1999)
- DirecTV 500 (2000)
- Harrah's 500 (2001)
- Samsung / RadioShack 500 (2002 - 2006)
- Samsung 500 (2007 - 2009)
- Samsung Mobile 500 (2010 - 2012)
- NRA 500 (2013)
- Duck Commander 500 (2014-2016)
- O'Reilly Auto Parts 500 (2017)

## Winnaars
| Jaar                     | Winnaar                  | Auto                     |
| Interstate Batteries 500 | Interstate Batteries 500 | Interstate Batteries 500 |
| ------------------------ | ------------------------ | ------------------------ |
| 1997                     | Jeff Burton              | Ford                     |
| Texas 500                |                          |                          |
| 1998                     | Mark Martin              | Ford                     |
| Primestar 500            |                          |                          |
| 1999                     | Terry Labonte            | Chevrolet                |
| DirecTV 500              |                          |                          |
| 2000                     | Dale Earnhardt jr.       | Chevrolet                |
| Harrah's 500             |                          |                          |
| 2001                     | Dale Jarrett             | Ford                     |
| Samsung / RadioShack 500 |                          |                          |
| 2002                     | Matt Kenseth             | Ford                     |
| 2003                     | Ryan Newman              | Dodge                    |
| 2004                     | Elliott Sadler           | Ford                     |
| 2005                     | Greg Biffle              | Ford                     |
| 2006                     | Kasey Kahne              | Dodge                    |
| Samsung 500              |                          |                          |
| 2007                     | Jeff Burton              | Chevrolet                |
| 2008                     | Carl Edwards             | Ford                     |
| 2009                     | Jeff Gordon              | Chevrolet                |
| Samsung Mobile 500       |                          |                          |
| 2010                     | Denny Hamlin             | Toyota                   |
| 2011                     | Matt Kenseth             | Ford                     |
| 2012                     | Greg Biffle              | Ford                     |
| NRA 500                  |                          |                          |
| 2013                     | Kyle Busch               | Toyota                   |
| Duck Commander 500       |                          |                          |
| 2014                     | Joey Logano              | Ford                     |
| 2015                     | Jimmie Johnson           | Chevrolet                |
| 2016                     | Kyle Busch               | Toyota                   |

Huidige races:
Can-Am Duel ·
Daytona 500 ·
Subway Fresh Fit 500 ·
Kobalt Tools 400 ·
Food City 500 ·
Auto Club 400 ·
STP Gas Booster 500 ·
NRA 500 ·
Aaron's 499 ·
Toyota Owners 400 ·
Bojangles' Southern 500 ·
FedEx 400 ·
Coca-Cola 600 ·
STP 400 ·
Pocono 400 ·
Quicken Loans 400 ·
Toyota/Save Mart 350 ·
Coke Zero 400 ·
Quaker State 400 ·
Camping World RV Sales 301 ·
Brickyard 400 ·
Gobowling.com 400 ·
Cheez-It 355 at The Glen ·
Pure Michigan 400 ·
Irwin Tools Night Race ·
AdvoCare 500 (Atlanta Motor Speedway) ·
Federated Auto Parts 400 ·
Geico 400 ·
Sylvania 300 ·
AAA 400 ·
Hollywood Casino 400 ·
Bank of America 500 ·
Camping World RV Sales 500 ·
Goody's Headache Relief Shot 500 ·
AAA Texas 500 ·
AdvoCare 500 (Phoenix International Raceway) ·
Ford EcoBoost 400

Voormalige races:

Buddy Shuman 276 ·
Budweiser 400 ·
Budweiser NASCAR 400 ·
Columbia 200 ·
Coors 420 ·
First Union 400 ·
Greenville 200 ·
Hickory 276 ·
Kobalt Tools 500 (Atlanta Motor Speedway) ·
Los Angeles Times 500 ·
Mountain Dew Southern 500 ·
Northern 300 ·
Pepsi 420 ·
Pepsi Max 400 ·
Pickens 200 ·
Pop Secret Microwave Popcorn 400 ·
Sandlapper 200 ·
Subway 400 ·
Tyson Holly Farms 400 ·
Winston Western 500